# Іріс Міттенар
Іріс Мотінер (народ 25 січня 1993) — французька модель, Міс Франція та Міс Всесвіт 2016. Вона друга Miss Universe з Франції після Крістіани Мартель, яку було обрано Міс Всесвіт 1953.

## Життєпис та кар'єра

### Дитинство
Міттенар народилася 25 січня 1993 в місті Лілль, батько — Ів Міттенар, професор історії та географії, мати — Laurence Druart, шкільна вчителька та викладач. Вона має брата, сестру і зведену сестру. Її батьки розлучилися, коли їй було 3 роки.
Міттенар відвідувала школу в Стеенвоорді, коли жила зі своєю мамою. У 2011 році закінчила lycée зі ступенем у галузі науки. Після закінчення повернулася до Лілля, де вступила до Lille 2 University of Health and Law та навчалася на дантиста. Міттенар планує стати зубним хірургом після закінчення навчання.

### Конкурси краси

#### Miss France 2016
Міттенар представляла Нор-Па-де-Кале на Miss France 2016. 19 грудня 2015 року вона отримала корону як Miss France від Miss France 2015 Camille Cerf в Ліллі.

#### Miss Universe 2016
Вона брала участь в Міс Всесвіт 2016 року, де стала наступницею Miss Universe 2015 Піа Вурцбах з Філіппін. 20 січня 2017 року її було обрано Міс Всесвіт. Таким чином, Міттенар стала першою європейкою, що перемогла в цьому конкурсі з 1990 року, а також другою француженкою-переможницею цього конкурсу (іншою є Крістіана Мартель, Міс Всесвіт-1953). За весь час проведення конкурсу француженки бували в топ-5 лише тричі — Флора Кокерель у 2015 та Крістіна Мартель у 1953 роках.